# Mimenicodes fractimacula
Mimenicodes fractimacula är en skalbaggsart som först beskrevs av Fauvel 1906.  Mimenicodes fractimacula ingår i släktet Mimenicodes och familjen långhorningar. Inga underarter finns listade i Catalogue of Life.